# Bobodżan Gafurow
Bobodżan Gafurowicz Gafurow (ros. Бободжан Гафурович Гафуров, ur. 18 grudnia 1908 w Ispisar k. Chodżentu, zm. 12 lipca 1977 w Duszanbe) – tadżycki historyk, publicysta i polityk Komunistycznej Partii Związku Radzieckiego. Bohater Tadżykistanu (pośmiertnie).

## Życiorys
Od 1930 pracował jako urzędnik w Duszanbe. Rok później podjął studia w Instytucie Dziennikarstwa w Moskwie, a ukończył je w 1935. W 1941 ukończył studia podyplomowe w Instytucie Historii Akademii Nauk ZSRR. Po powrocie do Tadżyckiej SRR pracował na różnych stanowiskach w administracji i aparacie partii komunistycznej. W latach 1946–1956 pełnił funkcję I sekretarza Komitetu Centralnego Komunistycznej Partii Tadżykistanu. Stojąc na czele partii przyczynił się do powstania w 1948 Uniwersytetu Państwowego, a w 1951 Akademii Nauk w Tadżykistanie. Jednocześnie zajmował się badaniami i publikacjami w zakresie historii kraju i narodu tadżyckiego. W 1947 na podstawie pracy na temat historii Tadżyków uzyskał stopień doktora.
W latach 1956–1977 jako dyrektor Instytutu Orientalistyki Akademii Nauk ZSRR kierował pracami badawczymi w dziedzinie historii państw, narodów i kultur Azji Centralnej i Bliskiego Wschodu. Był autorem wielu rozpraw naukowych, książek i publikacji na ten temat. W Polsce najbardziej znaną są Dzieje i kultura ludów Azji Centralnej (wyd. pol. 1978).
Został odznaczony m.in. sześciokrotnie Orderem Lenina oraz Orderem Czerwonego Sztandaru Pracy.
26 kwietnia 1997 roku Chodżencki Uniwersytet Państwowy został nazwany jego imieniem. Jego imieniem nazwano również miasto Gafurow oraz dystrykt Gafurow w Tadżykistanie.

## Wybrane publikacje
- Dzieje i kultura ludów Azji Centralnej. Prehistoria, starożytność, średniowiecze (przekład na język polski, Stefan Michalski, 1978)